# Petrus Spitznagel

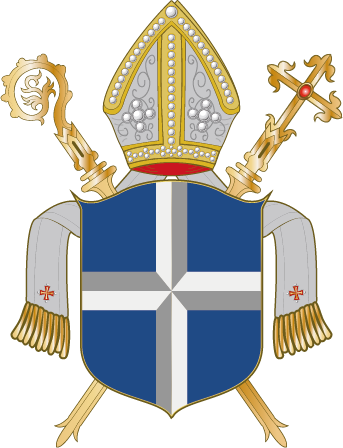
Wappen des Bistums Speyer

Petrus Spitznagel, latinisiert aus Peter Spitznagel (* um 1405; † 1465 in Bruchsal), war ein deutscher Karmeliterpater, Titularbischof von Myra und Weihbischof im Bistum Speyer.

## Leben und Wirken
Er stammte aus einem Bürgergeschlecht der Stadt Frankfurt am Main und heißt deshalb auch öfter Petrus Spitznagel von Frankfurt oder Petrus bzw. Peter von Frankfurt. 

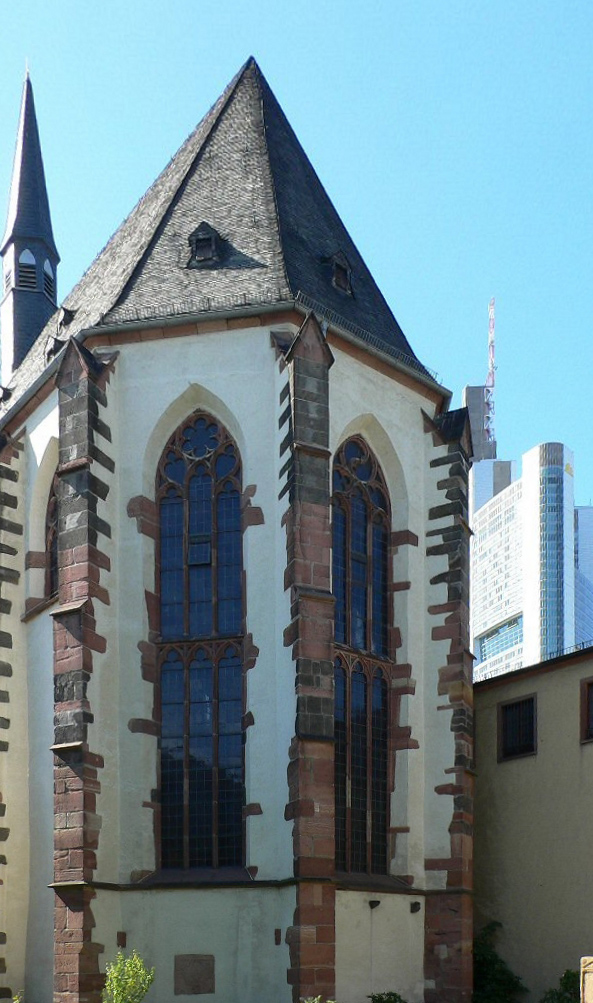
Der unter Petrus Spitznagel erbaute Chor der Frankfurter Karmeliterkirche

Spitznagel wurde 1424 Karmelit und gehörte der niederdeutschen Provinz des Ordens an. 1426 und 1427 wirkte er als Lektor im Kloster Boppard, danach im Kölner Konvent. Neben seinem Studium erklärte er an der dortigen Universität die Sentenzen des Petrus Lombardus und hielt exegetische Vorträge. 1429 führte er bereits den akademischen Grad eines Baccalaureus, 1430 wurde er Lizenziat und 1431 Doktor der Theologie.
In den Jahren 1431–43 hielt sich Petrus Spitznagel als Prior des Karmeliterklosters Frankfurt in seiner Heimatstadt auf. Unter ihm wurde ein großer Teil der heute noch existierenden, jedoch profanierten Karmeliterkirche erbaut. 1434 besuchte er im Auftrag seines Ordens das Konzil von Basel; zur Aushilfe wirkte er 1438 in Köln, 1439 im Karmeliterkloster Trier als Lektor.  
Spitznagel wurde 1443 Prior des Karmeliterklosters Speyer, 1444 berief ihn der Speyerer Fürstbischof Reinhard von Helmstatt zum Weihbischof seines Bistums.  Er folgte in dieser Würde seinem 1443 verstorbenen Ordensbruder Heinrich Bock nach, der ebenfalls dort Karmeliterprior und Weihbischof war.  
In diesen Ämtern verblieb Petrus Spitznagel auch unter den Bischöfen Siegfried III. von Venningen, Johannes II. Nix von Hoheneck und Matthias von Rammung.
Am 23. November 1445 erteilte er den badischen Prinzen Georg (später Bischof von Metz), Johann (später Erzbischof von Trier) und Markus (später Chorbischof in Köln), auf Schloss Hohenbaden die Tonsur. Es waren die Brüder des seligen Markgrafen Bernhard von Baden. 1455 weihte Spitznagel sechs Altäre in der Klosterkirche Höningen, 1456 fungierte er im Kloster Maulbronn, neben dem Wormser Oberhirten Reinhard von Sickingen, als Mitkonsekrator des Speyerer Bischofs Siegfried III. von Venningen. Zusammen mit Bischof Johannes Nix von Hoheneck weihte er 1462 einen Altar in der Pfarrkirche von Lomersheim.
Er starb 1465 in Bruchsal und wurde im Speyerer Dom beigesetzt.
Der Ordensmann verfasste mehrere theologische Bücher, u. a. einen Kommentar zu den Sentenzen des Petrus Lombardus und eine Messerklärung unter dem Titel „Expositio canonis missae“.